# 957 a.C.

## Eventos
- Inicia a construção do Templo de Salomão.
- Na Coreia, Kenchhana sobe ao trono.